# Robert von Diessbach
Robert von Diessbach, auch Robert von Diesbach (* 17. August 1858 in Bern; † 14. Oktober 1917 ebenda), war ein Schweizer Jurist, Tierschützer und Heimatforscher.

## Leben

### Familie
Robert von Diessbach war Mitglied des Berner Schultheissgeschlecht der Diesbach und setzte sich zeitlebens für die Erforschung der Heimatgeschichte sowie den Tierschutz ein. Er wurde als Sohn von Ferdinand von Diessbach und Sophie (geb. von Tavel) geboren. Die Familie lebte in Bern und besass ein Landgut in der Umgebung. 
Am 8. September 1885 heiratete er in Marylebone bei London Margarethe († November 1917), die Tochter von Johann Heinrich Julius Waldmann aus Hannover. Das Paar lebte in verschiedenen Städten Deutschlands, bevor es nach Solothurn und schliesslich wieder nach Bern zurückkehrte. Eine Zeitlang bewohnten sie das Landgut Lohn bei Kehrsatz.

### Werdegang
Er besuchte seit 1866 in Bern die Lerberschule (siehe Freies Gymnasium Bern) und, nach dem Abschluss der Maturität, begann er im Jahr 1878 ein Studium der Rechtswissenschaften an den Hochschulen in Lausanne und Leipzig. 1884 erwarb er das bernische Fürsprecherpatent, verfolgte jedoch nie eine aktive juristische Karriere, sondern widmete sich vor allem der klassischen Philologie.
In Bern engagierte er sich aktiv in der lokalen Gemeinschaft und setzte sich insbesondere für den Tierschutz ein und präsidierte einige Jahre den von ihm geegründeten Verein gegen die medizinische Tierfolter in Bern.
Robert von Diessbach trat 1884, nachdem ihn sein Freund Wolfgang Friedrich von Mülinen geworben hatte, dem Historischen Verein in Bern bei und widmete sich der Erforschung der Heraldik und Genealogie bernischer Familien. Er verfasste über 30 Biografien für die vom Historischen Verein herausgegebene Sammlung bernischer Biographien. Von 1897 bis zu seinem Tod war er im Vorstand des Historischen Vereins tätig und verwaltete dessen Finanzen.
In seinen späteren Jahren widmete er sich erneut den klassischen Studien und las mit seinem ehemaligen Schuldirektor Theodor von Lerber sophokleischen Dramen. Er setzte sich neben die älteren Schüler des Freien Gymnasiums und begann mit ihnen das Studium des Hebräischen, dem sich dann noch das Sanskrit anschloss.
Er wurde 1900 in die Direktion des Freien Gymnasiums gewählt, wo er als Sekretär tätig war. 
Sein umfangreicher Nachlass und die Schätze seines Familienarchivs waren für die Geschichtsforschung von grosser Bedeutung. Viele seiner Aufzeichnungen wurden von Historikern und Forschern genutzt, um die Geschichte der Region besser zu verstehen. So nutzten unter anderem Otto Tschumi und Heinrich Türler das Archiv.

## Mitgliedschaften
1855 trat Robert von Diessbach der Deutschen Adelsgenossenschaft bei und war Mitglied des Historischen Vereins Bern.

## Schriften (Auswahl)
- Nikolaus Rodt. 1650–1726. In: Sammlung Bernischer Biographien. Band 3, Bern 1898, S. 5–10 (online).